# Верен
Вèрен е село в Южна България, община Братя Даскалови, област Стара Загора.

## География
Село Верен се намира на около 37 km запад-югозападно от областния център град Стара Загора, около 6 km север-северозападно от общинския център село Братя Даскалови и около 42 km североизточно от град Пловдив. Разположено е западно от Чирпанските възвишения, в южното подножие на Сърнена Средна гора. През селото, както и на запад от него, текат на юг две малки, пресъхващи през лятото реки с дъждовно и дъждовно-снежно подхранване – притоци на Омуровска река, на които южно от селото има два микроязовира. Надморската височина в центъра на селото е около 280 m. Климатът е преходно-континентален.
Общински пътища от село Верен водят:
- на юг – след разклон на североизток (към селата Марково, Медово и Голям дол) до връзка с третокласния републикански път III-664 и по него през селата Братя Даскалови, Горно Белево и Партизанин към град Чирпан;
- на запад – през село Православ до град Брезово и връзка в него с второкласния републикански път II-56;
- на северозапад – през селата Колю Мариново и Чехларе до село Зелениково и връзка в него с второкласния републикански път II-56;
- на север – през село Медово към село Славянин.

Землището на село Верен граничи със землищата на: село Медово на север; село Марково на североизток; село Малък дол на югоизток; село Братя Даскалови на юг; село Тюркмен на югозапад; село Православ на запад.
В землищната територия северно от селото (в местността Кайряка) има предимно пасища, както и участъци с широколистна и иглолистна гора. Обработваемите земи на селото са главно в южната част на землището му.
Населението на село Верен, наброявало 1276 души при преброяването към 1934 г., намалява до 940 към 1965 г., 532 към 1975 г. и 146 (по служебен документ на НСИ от 31.12.2023 г.) към 2023 г.
При преброяването на населението към 1 февруари 2011 г., от обща численост 196 лица, за 189 лица е посочена принадлежност към „българска“ етническа група, за 4 – към „турска“ и за 3 – „не отговорили“.
Поминъкът на населението е основно земеделие и животновъдство. Отглеждат се зърнено-житни култури, слънчоглед, фъстък, овощия, лозя и други.

## История
След Руско-турската война (1877 – 1878 г.) по Берлинския договор 1878 г. селото – тогава с име Садъклии – остава в Източна Румелия; присъединено е към България след Съединението 1885 г. Село Садъклии е преименувано на Верен чрез превод на името от турски език през 1906 г.
Турското население след Освобождението се изселва. По време на Втората световна война голяма част от населението подпомага лявата съпротива. Съседните села Колю Мариново, Партизанин, Братя Даскалови и Горно Белево са наречени на партизани. В центъра на Верен има по този повод голям паметник. В миналото селото е известно със своята винарска изба и има няколко защитени марки. Преди Втората световна война в село Верен е имало и няколко частни розоварни.
Училище в село Садъклии (Верен) е създадено през 1883 г. Народното основно училище „Васил Левски“ в село Верен е закрито като основно през 1962 г. и е преобразувано в начално училище, което е закрито през 1969 г.
Читалище „Христо Ботев“ в село Верен е създадено през 1908 г. През 2009 г. на законово основание към наименованието му е добавена годината на неговото първоначално създаване и то става „Христо Ботев 1908“. Към 2023 г. читалището има фолклорна певческа група, самодейна група за модерни танци; библиотеката му има над 10500 книги.

## Обществени институции
Изпълнителната власт в село Верен към 30.08.2024 г. се упражнява от кметски наместник.
В село Верен към 2024 г. има:
- действащо читалище „Христо Ботев 1908“;[16]
- православна църква „Свети Георги“;[19]
- пощенска станция.[20]

## Културни и природни забележителности
- Кактусова градина;
- Хижа.

## Редовни събития
- Съборът („Сбората“) на село Верен е в първата седмица от месец септември.

## Други
През октомври 2018 г. е открадната бронзовата камбана на църквата „Свети Георги“ в село Верен.

## Личности, свързани със село Верен
- Николай Г. Вълканов, свещеник, задържан на 10 септември 1944 г. и безследно изчезнал.
- чл.кор. проф. Минчо Кондарев, Ректор на Селскостопанска академия, Пловдив, 1961 – 1966 г.

## Личности, родени в село Верен
- проф. Минчо Генчев Кондарев (1903 – 1997), ректор на ВСИ-Пловдив (1961 – 1966), специалист по винарство.
- Минчо Петров Драндаревски (1897 – 1974), депутат от БЗНС в три парламента.

- Галерия село Верен
- Пожар в землището 2007
- Пожар в землището 2007
- Пожар в землището 2007
- Читалище с. Верен
- Църквата в с. Верен
- Църквата в с. Верен
- Поляната с кактуси в с. Верен
- Поляната с кактуси в с. Верен